# Мордовский
Мордовский — посёлок в Бузулукском районе Оренбургской области России. Входит в состав муниципального образования сельского поселения Жилинский сельсовет.

## География
Расположен на левом берегу реки Боровка в 55 км к северо-востоку от г. Бузулук.

## История
Основан переселенцами-мордвой.

## Население
| 2003 | 2010 |
| ---- | ---- |
| 40   | ↗48  |

Национальный состав
По данным Всероссийской переписи населения 2010 года:
| № | Национальность | Численность, чел. | Доля |
| - | -------------- | ----------------- | ---- |
| 1 | русские        | 39                | 81 % |
| 2 | другие         | 9                 | 19 % |